# Фредерік Дамк'єр
Фре́дерік Да́мк'єр (дан. Frederik Damkjer; нар. 31 липня 2007) — данський футболіст, півзахисник клубу «Віборг».

## Клубна кар'єра
Виступав за юнацькі команди «Нерремаркен НУГФ» і «Сендермаркен», а у віці 13 років приєднався до академії «Віборга». 9 червня 2024 року підписав з клубом новий трирічний контракт.
13 грудня 2024 року дебютував в основному складі «Віборга» в матчі Кубка Данії проти «Брабранна». У цій ж грі забив свій перший гол у професіональній кар'єрі. 9 березня 2025 в поєдинку проти «Орхуса» дебютував у данській Суперлізі. 17 квітня того ж року в матчі проти «Вайле» вперше відзначився м'ячем у Суперлізі.
31 липня 2025 року продовжив контракт до 2029 року.

## Кар'єра в збірній
Виступав за збірну Данії до 18 років.

## Статистика виступів
Станом на 17 квітня 2025 
| Клуб              | Сезон             | Чемпіонат         | Чемпіонат | Чемпіонат | Кубок | Кубок | Єврокубки | Єврокубки | Інші  | Інші | Всього | Всього | Всього |
| Клуб              | Сезон             | Дивізіон          | Матчі     | Голи      | Матчі | Голи  | Матчі     | Голи      | Матчі | Голи | Матчі  | Голи   |        |
| ----------------- | ----------------- | ----------------- | --------- | --------- | ----- | ----- | --------- | --------- | ----- | ---- | ------ | ------ | ------ |
| Віборг            | 2024–25           | Суперліга         | 5         | 1         | 1     | 1     | —         | —         | —     | —    | 6      | 2      |        |
| Віборг            | 2025–26           | Суперліга         | 0         | 0         | 0     | 0     | 0         | 0         | —     | —    | 0      | 0      |        |
| Всього за кар'єру | Всього за кар'єру | Всього за кар'єру | 5         | 1         | 1     | 1     | 0         | 0         | 0     | 0    | 6      | 2      |        |